# När lammen tystnar

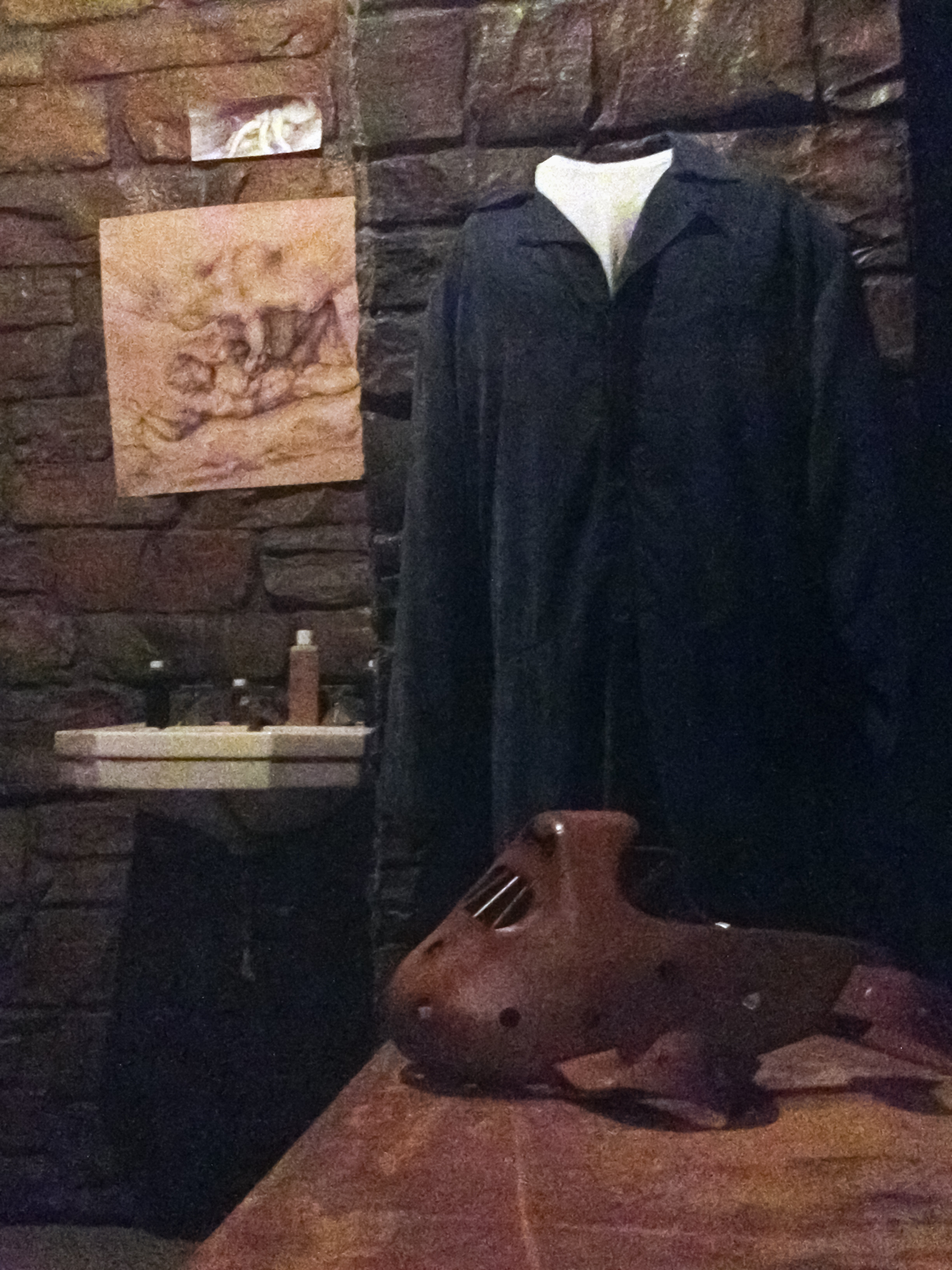
Reproduktion av Hannibal Lecters fängelsecell, The Hollywood Museum i Hollywood, Kalifornien.

När lammen tystnar (engelska: The Silence of the Lambs) är en amerikansk kriminalthriller-skräckfilm från 1991, i regi av Jonathan Demme. Filmen är baserad på Thomas Harris roman När lammen tystnar från 1988. I huvudrollerna ses Jodie Foster och Anthony Hopkins.

## Handling
Seriemördaren "Buffalo Bill" kidnappar, mördar och skinnflår unga kvinnor medan polisen står handfallna. En ung FBI-aspirant,  Clarice Starling, skickas till den inspärrade och extremt farlige psykopatiske seriemördaren och psykiatern Hannibal Lecter för att få hjälp med fallet.
När "Buffalo Bill" kidnappar ännu ett offer, en senators dotter, intensifieras jakten efter honom. Det blir en kamp mot klockan, och den ende som tycks kunna hjälpa Clarice att hitta den unga kvinnan är doktor Hannibal Lecter.

## Rollista
- Jodie Foster – Clarice Starling
  - Masha Skorobogatov – Clarice som ung
- Anthony Hopkins –  Dr. Hannibal Lecter
- Scott Glenn –  Jack Crawford
- Ted Levine –  Jame 'Buffalo Bill' Gumb
- Anthony Heald –  Dr. Frederick Chilton
- Brooke Smith –  Catherine Martin
- Diane Baker – U.S. Senator Ruth Martin
- Kasi Lemmons –  Ardelia Mapp
- Frankie Faison –  Barney Matthews
- Tracey Walter – Lamar
- Charles Napier – Lt. Boyle
- Danny Darst – Sgt. Tate
- Alex Coleman – Sgt. Jim Pembry
- Dan Butler – Roden
- Paul Lazar – Pilcher
- Ron Vawter – Paul Krendler
- Roger Corman – FBI Director Hayden Burke
- Chris Isaak – SWAT Commander
- Harry Northup – Mr. Bimmel
- Don Brockett – cellkamrat och "Pen Pal"
- George A. Romero – FBI Agent i Memphis

## Produktion och mottagande
Filmen är huvudsakligen inspelad i och omkring Pittsburgh samt i närliggande norra West Virginia. Den är baserad på romanen med samma namn skriven av Thomas Harris. Den var en uppföljare till Manhunter (nyinspelad år 2002 som Röd drake) och följdes av Hannibal.
När lammen tystnar hade svensk premiär 22 mars 1991 på biograferna Rigoletto och Spegeln i Stockholm.
Filmen nominerades till sju Oscar. Den vann fem, Bästa film, Bästa regi, Bästa manliga huvudroll, Bästa kvinnliga huvudroll, samt Bästa manus efter annan förlaga. Den ligger på 23:e plats över världens bästa filmer på filmsajten IMDb, med ett snittbetyg på 8,6 av 10 (17 juli 2023).

## Musik i filmen i urval
Ett urval av de låtar som spelas i filmen, utöver filmmusiken som är skriven av Howard Shore.
- "American girl" - Tom Petty & the Heartbreakers
- "Alone" - Colin Newman
- "Sunny day" - Book of Love
- "Real men" - Savage Republic
- "Goldberg variations" - Jerry Zimmerman
- "Goodbye horses" - Q. Lazzarus
- "Hip priest" - The Fall
- "Lanmò Nan Zile A" - Les Freres Parent
- "The magic flute" - Wolfgang Amadeus Mozart